# جيم والش
جيم والش هو سياسي كندي، ولد في 1949.